# Ritmo infradiano
Ritmo infradiano es el ritmo cuyo periodo es mayor a 24 horas. Dado que esta definición es amplia, los ritmos infradianos pueden agruparse según sean dependientes de claves geofísicas o no, y según el tiempo que tarda la clave externa en completar un ciclo. 

Así, existen ciclos infradianos que siguen las variaciones de la marea (ritmo circamareal), las fases lunares (ritmo circalunar), y ciclos que siguen las variaciones según el movimiento de traslación terrestre (ritmo circaanual o estacional).
Un ejemplo de ritmo infradiano es el circaseptano que corresponde a variaciones que aparecen cada siete días.

Otro ciclo infradiano es característico de las mujeres, es el conocido ciclo ovárico o menstrual, que se completa en 28 días aproximadamente.